# 三好慶一郎
三好 慶一郎（みよし けいいちろう）は、日本の音響監督。東北新社音響字幕制作事業部吹替ディレクター。

## 参加作品
特記のないものに限り、アニメ作品は音響監督、吹き替え作品は演出としての参加。

### テレビアニメ
2000年
- ドキドキ♡伝説 魔法陣グルグル（録音監督補）※途中から音響監督
- ルパン三世 1$マネーウォーズ（音響制作担当）

2002年
- 最終兵器彼女

2003年
- ポポロクロイス

2004年
- アズサ、お手伝いします!（録音監督）
- ソニックX（第2期）
- 魔法少女隊アルス

2005年
- ほとり〜たださいわいを希う。〜

2006年
- 陰からマモル!
- RAY THE ANIMATION

2018年
- イナズマイレブン アレスの天秤 ※原口昇との連名
- イナズマイレブン オリオンの刻印 ※原口昇との連名
- メガロボクス

### OVA
2005年
- 最終兵器彼女 Another love song

2008年
- COBRA THE ANIMATION コブラ タイム・ドライブ
- COBRA THE ANIMATION コブラ -ザ・サイコガン-

### ゲーム
2004年
- ポポロクロイス 月の掟の冒険

2005年
- ポポロクロイス物語　ピエトロ王子の冒険
- ソニックラッシュ

2006年
- ソニックライダーズ

2007年
- レイトン教授と不思議な町
- レイトン教授と悪魔の箱

2008年
- ソニックライダーズ シューティングスターストーリー
- イナズマイレブン
- レイトン教授と最後の時間旅行
- ソニック ワールドアドベンチャー

2009年
- イナズマイレブン2 脅威の侵略者
- レイトン教授と魔神の笛

2010年
- イナズマイレブン3 世界への挑戦!!
- ソニック フリーライダーズ

2011年
- イナズマイレブンストライカーズ
- イナズマイレブンストライカーズ2012 エクストリーム
- イナズマイレブンGO
- ダンボール戦機
- レイトン教授と奇跡の仮面
- マリオ&ソニック AT ロンドンオリンピック
- ソニック ジェネレーションズ

2012年
- イナズマイレブンGOストライカーズ2013
- イナズマイレブンGO2クロノ・ストーン
- レイトン教授VS逆転裁判

2013年
- イナズマイレブンGOギャラクシー
- レイトン教授と超文明Aの遺産

2015年
- ドラゴンクエストヒーローズ 闇竜と世界樹の城
- ドラゴンクエストVIII 空と海と大地と呪われし姫君

2016年
- マリオ&ソニック AT リオオリンピック
- ドラゴンクエストヒーローズII 双子の王と予言の終わり

2017年
- いただきストリート ドラゴンクエスト&ファイナルファンタジー 30th ANNIVERSARY
- ソニックフォース

### 劇場アニメ
2020年
- BURN THE WITCH

### Webアニメ
2023年
- BURN THE WITCH ＃0.8

### 吹き替え
1998年
- スターゲイト・ミレニアム

2000年
- ストリート・オブ・エンジェル/ニューヨークの天使
- アウトブレイク2000
- スチュアート・リトル ※木村絵理子との連名
- フライング・ダウン

2001年
- アフター・ザ・ストーム
- ガンシャイ
- ベーゼ・モア
- セブンD

2002年
- フリークス学園
- 悪魔の呼ぶ海へ
- タイムマイン
- ジターノ

2003年
- アントワン・フィッシャー きみの帰る場所
- 撃鉄 GEKITETZ ワルシャワの標的
- 奪還 DAKKAN -アルカトラズ-
- リトル・ウィッチ ビビと魔法のクリスタル
- ワイルド・スピードX2
- サイドウォーク・オブ・ニューヨーク
- フレイルティー 妄執

2004年
- 浮気な家族
- 恋のトリセツ 別れ編
- サンダーバード
- ジーリ
- ブルース・オールマイティ
- ヘブン・アンド・アース 天地英雄

2005年
- 宇宙戦争
- キャットウーマン
- アルフィー
- イン・グッド・カンパニー
- 小さな魔法使いと秘密の城 リトル・ウィッチ2
- ビッグ・ライアー

2006年
- エリザベスタウン
- イントゥ・ザ・ブルー
- エレクトラ
- 撃鉄2 -クリティカル・リミット-
- シャーロットのおくりもの（2006年版）
- トランスポーター2
- PROMISE
- M:i:III
- レイヤー・ケーキ
- ワイルド・スピードX3 TOKYO DRIFT
- スパングリッシュ 太陽の国から来たママのこと
- ゲット・リッチ・オア・ダイ・トライン
- フォー・ブラザーズ/狼たちの誓い

2007年
- スターダスト
- 007 カジノ・ロワイヤル
- トランスフォーマー
- ハリー・ポッターと不死鳥の騎士団
- 父親たちの星条旗

2008年
- アイアンマン
- インディ・ジョーンズ/クリスタル・スカルの王国
- 大いなる陰謀
- スピード・レーサー
- バンテージ・ポイント
- ボビーZ
- ローグ アサシン

2009年
- 俺たちステップ・ブラザース -義兄弟-
- G.I.ジョー
- スター・トレック
- 007 慰めの報酬
- トランスフォーマー/リベンジ
- ベッドタイム・ストーリー
- ザ・バンク 堕ちた巨像
- トロピック・サンダー/史上最低の作戦

2010年
- アイアンマン2
- トランスポーター3
- 2012
- メンタリスト
- ケース39
- エアベンダー
- スパイアニマル・Gフォース

2011年
- キャプテン・アメリカ/ザ・ファースト・アベンジャー
- グリーン・ホーネット
- SUPER8/スーパーエイト
- スノウマゲドン
- トランスフォーマー/ダークサイド・ムーン
- マイティ・ソー
- ミッション:インポッシブル/ゴースト・プロトコル
- 抱きたいカンケイ

2012年
- アベンジャーズ
- センター・オブ・ジ・アース2 神秘の島
- ダークナイト ライジング
- ふたりのパラダイス

2013年
- アイアンマン3 ※向山宏志との連名
- G.I.ジョー バック2リベンジ
- スター・トレック イントゥ・ダークネス
- プレデター ※追加収録部分
- マン・オブ・スティール
- シルク・ドゥ・ソレイユ3D 彼方からの物語
- 人生はノー・リターン 〜僕とオカン、涙の3000マイル〜
- フライト

2014年
- マイティ・ソー/ダーク・ワールド
- キャプテン・アメリカ/ウィンター・ソルジャー
- GODZILLA ゴジラ
- トランスフォーマー/ロストエイジ
- インターステラー
- ワールズ・エンド 酔っぱらいが世界を救う!
- パラノーマル・アクティビティ/呪いの印

2015年
- アバウト・タイム〜愛おしい時間について〜
- アベンジャーズ/エイジ・オブ・ウルトロン
- ミッション:インポッシブル/ローグ・ネイション
- アントマン
- ジュピター

2016年
- バットマン vs スーパーマン ジャスティスの誕生
- シビル・ウォー/キャプテン・アメリカ
- スーサイド・スクワッド

2017年
- スター・トレック BEYOND
- トランスフォーマー/最後の騎士王
- ワンダーウーマン
- ジャスティス・リーグ
- セブンス・サン 魔使いの弟子
- ダンケルク
- 裸足で散歩

2018年
- アベンジャーズ/インフィニティ・ウォー
- ミッション:インポッシブル/フォールアウト

2019年
- アクアマン
- バンブルビー
- アベンジャーズ/エンドゲーム ※木村絵理子との連名

2020年
- ジョーカー
- ハーレイ・クインの華麗なる覚醒 BIRDS OF PREY
- ワンダーウーマン 1984

2021年
- TENET テネット
- ジャスティス・リーグ:ザック・スナイダーカット
- ザ・スーサイド・スクワッド “極”悪党、集結
- エターナルズ

2022年
- THE BATMAN-ザ・バットマン-
- ドクター・ストレンジ/マルチバース・オブ・マッドネス
- ソー:ラブ&サンダー
- ブラックアダム

2023年
- アントマン&ワスプ:クアントマニア
- Smile スマイル
- ザ・フラッシュ
- ミッション:インポッシブル/デッドレコニング PART ONE
- マーベルズ ※日向泰祐との連名

2024年
- アクアマン/失われた王国
- ビートルジュース ビートルジュース
- ジョーカー:フォリ・ア・ドゥ

2025年
- キャプテン・アメリカ:ブレイブ・ニュー・ワールド
- マインクラフト/ザ・ムービー ※早川陽一との連名
- ミッション:インポッシブル/ファイナル・レコニング
- 冒険者たち ※スターチャンネル版
- スーパーマン

### 吹き替え（アニメ）
2000年
- くるみ割り人形〜マリーとおかしな仲間たち

2002年
- バービーのラプンツェル 魔法の絵ふでの物語
- ヨセフ物語 〜夢の力〜
- マイ・フェア・マドレーヌ

2003年
- 無限戦記ポトリス（音響ディレクター）
- バービーの白鳥の湖

2004年
- バービーの王女と村娘

2006年
- ウォレスとグルミット 野菜畑で大ピンチ!
- スポンジ・ボブ/スクエアパンツ ザ・ムービー
- シャーロットのおくりもの（1973年版）※DVD版
- ティム・バートンのコープスブライド

2007年
- マウス・タウン ロディとリタの大冒険
- サーフズ・アップ

2010年
- シュレック フォーエバー

2011年
- カンフー・パンダ2

2014年
- ミュータント タートルズ

2015年
- トランスフォーマー アドベンチャー

2017年
- サーフズ・アップ2

2020年
- トランスフォーマー:ウォー・フォー・サイバトロン・トリロジー
- 銀のドラゴン ファイアドレイク

2021年
- ホワット・イフ...?